# Talweg
Secondo il diritto internazionale, un talweg è il mezzo del canale navigabile principale di un corso d'acqua che definisce la linea di confine tra gli stati. Anche secondo il diritto internazionale, i talweg possono acquisire un significato speciale perché spesso si ritiene che i confini fluviali corrano lungo il talweg del fiume.

## Idrologia
Nelle morfologie idrologiche, il talweg è una linea tracciata per unire i punti più bassi lungo l'intera lunghezza di un letto di torrente o valle nel suo versante discendente, definendone il canale più profondo. Il talweg segna così la direzione naturale di un corso d'acqua.

## Principio Talweg
Il principio talweg (noto anche come dottrina talweg o regola di talweg) è il principio legale che se il confine tra due entità politiche è dichiarato essere un corso d'acqua, senza ulteriore descrizione (ad esempio, una linea mediana, riva destra, sponda orientale, linea di bassa marea, ecc.), il confine segue il talweg di quel corso d'acqua. In particolare, il confine segue il centro del principale canale navigabile del corso d'acqua (che è presumibilmente la parte più profonda). Se ci sono più canali navigabili in un fiume, viene considerato quello utilizzato principalmente per il viaggio a valle (probabilmente con la corrente più forte). Questa definizione è stata utilizzata anche in descrizioni specifiche. Il trattato di Versailles, ad esempio, specifica che "nel caso di confini definiti da una via d'acqua navigabile", il confine deve seguire "la linea mediana del principale canale di navigazione".